# Roller Hockey International 1999
Die Saison 1999 war die sechste ausgespielte Spielzeit der Roller Hockey International. Die Saison 1998 war aufgrund finanzieller Probleme der Liga und der Teams abgesagt worden. Die reguläre Saison begann für die acht Mannschaften im Mai 1999 und endete im September. Es waren 26 Spiele zu absolvieren, die besten sechs Teams qualifizierten sich für die Play-offs, die bis zum September gingen. Der sechste und vorerst letzte Murphy-Cup-Sieger wurden die St. Louis Vipers, die sich im Finale mit 8:6 gegen die Anaheim Bullfrogs durchsetzten.

## Änderung der Teams
Folgende Änderungen gab es vor der Saison:
- Als neue Mannschaften kamen die Chicago Bluesmen und Dallas Stallions hinzu.
- Die New Jersey Rockin’ Rollers, Oakland Skates, Orlando Jackals, Ottawa Wheels und Sacramento River Rats lösten sich auf.
- Die Minnesota Blue Ox traten der Liga wieder bei.
- Die Oklahoma Coyotes wurden zu den Las Vegas Coyotes.

## Reguläre Saison

### Abschlusstabellen
Abkürzungen: Sp = Spiele, S = Siege, N = Niederlagen, OTN = Niederlage nach Overtime oder Shootout, T = Erzielte Tore, GT = Gegentore, SM = Strafminuten, Pkt = Punkte
Erläuterungen: In Klammern befindet sich die Endplatzierung nach der regulären Saison,
      = Playoff-Qualifikation
| Eastern Conference    | Sp | S  | N  | OTN | T   | GT  | SM  | Pkt |
| --------------------- | -- | -- | -- | --- | --- | --- | --- | --- |
| St. Louis Vipers (2)  | 26 | 17 | 8  | 1   | 221 | 168 | 297 | 35  |
| Buffalo Wings (5)     | 26 | 13 | 13 | 0   | 185 | 193 | 440 | 26  |
| Minnesota Blue Ox (6) | 26 | 11 | 15 | 0   | 159 | 197 | 294 | 22  |
| Chicago Bluesmen      | 26 | 7  | 17 | 2   | 146 | 209 | 223 | 16  |

| Western Conference    | Sp | S  | N  | OTN | T   | GT  | SM  | Pkt |
| --------------------- | -- | -- | -- | --- | --- | --- | --- | --- |
| Anaheim Bullfrogs (1) | 26 | 21 | 3  | 2   | 197 | 127 | 403 | 44  |
| Las Vegas Coyotes (3) | 26 | 16 | 7  | 3   | 144 | 123 | 280 | 35  |
| San Jose Rhinos (4)   | 26 | 12 | 11 | 3   | 144 | 137 | 485 | 27  |
| Dallas Stallions      | 26 | 7  | 17 | 2   | 117 | 159 | 337 | 16  |

## Murphy-Cup-Playoffs
Die beiden Conference-Sieger waren für das Halbfinale gesetzt, ihre jeweiligen Gegner wurden in einer ersten Play-off-Runde zwischen dem Zweit- und Drittplatzierten der Conference ermittelt.
|  | Viertelfinale | Viertelfinale     | Viertelfinale |  |  | Halbfinale | Halbfinale        | Halbfinale |  |   | Murphy-Cup-Finale | Murphy-Cup-Finale | Murphy-Cup-Finale |
|  |               |                   |               |  |  |            |                   |            |  |   |                   |                   |                   |
|  |               |                   |               |  |  | 1          | Anaheim Bullfrogs | 6          |  |   |                   |                   |                   |
|  | 3             | Las Vegas Coyotes | 5             |  |  | 4          | San Jose Rhinos   | 4          |  |   |                   |                   |                   |
|  | 4             | San Jose Rhinos   | 6             |  |  |            |                   |            |  | 1 | Anaheim Bullfrogs | 6                 |                   |
|  |               |                   |               |  |  |            |                   |            |  |   | 2                 | St. Louis Vipers  | 8                 |
|  |               |                   |               |  |  | 2          | St. Louis Vipers  | 11         |  |   |                   |                   |                   |
|  | 5             | Buffalo Wings     | 8             |  |  | 5          | Buffalo Wings     | 7          |  |   |                   |                   |                   |
|  | 6             | Minnesota Blue Ox | 3             |  |  |            |                   |            |  |   |                   |                   |                   |

### Murphy-Cup-Sieger
| Murphy-Cup-Sieger St. Louis Vipers | Torhüter: Chris Bridgeman, James Jensen, Kevin Kreutzer Verteidiger: Ryan Aikia, Lee Cole, Bernie John, Jamie Kompon, Russ Parent, Jami Yoder Angreifer: Paul Fioroni, Ben Gorewich, Chad Hoffman, Jocelyn Langlois, Mike Martens, Kraig Nienhuis, Greg Paslawski, Kevin Plager, Christian Skoryna, Kelvin Solari, Tony Szabo, C. J. Yoder |